# 1921 Pala
1921 Pala је астероид са средњом удаљеношћу од Сунца која износи 3,284 астрономских јединица (АЈ).
Апсолутна магнитуда астероида је 14,3.